# Archie Thompson
Archibald Gerald Thompson (ur. 23 października 1978 w Ōtorohanga w Nowej Zelandii) – piłkarz australijski grający na pozycji napastnika.

## Kariera klubowa
Thompson pomimo faktu, że urodził się w Nowej Zelandii, to zaczynał karierę w australijskim klubie Bathurst. W 1996 roku przeniósł się do Gippsland Falcons. Po upadku tego klubu w 1999 roku przeniósł się do Carlton SC, a w następnym sezonie (2000/2001) był już zawodnikiem Marconi Stallions. W lecie 2001 na zasadzie wolnego transferu trafił do Europy, do belgijskiego zespołu Lierse SK. Tam grał przez pełne 4 sezony zdobywając 27 bramek w 90 meczach. W 2005 roku powrócił do Australii. Tym razem zasilił zespół Melbourne Victory. Był to zarazem inauguracyjny sezon australijskiej ligi A-League, a Thompson stał się pierwszym piłkarzem, który zdobył bramkę dla Victory.
Sezon w A-League skończył się w marcu 2006 i przez 4 miesiące Thompson nie chciał być bez klubu, toteż skorzystał z oferty PSV Eindhoven, który trenował wówczas selekcjoner reprezentacji Australii Guus Hiddink. Thompson trafił tam na zasadzie 6-miesięcznego wypożyczenia w styczniu 2006 roku. Zagrał ostatni mecz w sezonie w barwach Victory, zdobył gola z Queensland Roar FC. Nazajutrz był już zawodnikiem PSV Eindhoven. Jednak w Eredivisie rozegrał przez cały sezon tylko 2 mecze wchodząc na boisku z ławki rezerwowych. Kierownictwo PSV Eindhoven zdecydowało, że nie przedłużą z nim kontraktu i Thompson w lecie 2006 powrócił do Victory na sezon 2006/2007.

### Kariera klubowa w liczbach
| Sezon   | Klub              | Kraj      | Rozgrywki              | Mecze | Bramki |
| ------- | ----------------- | --------- | ---------------------- | ----- | ------ |
| 1996/97 | Gippsland Falcons | Australia | National Soccer League | 6     | 2      |
| 1997/98 | Gippsland Falcons | Australia | National Soccer League | 15    | 4      |
| 1998/99 | Carlton SC        | Australia | National Soccer League | 10    | 5      |
| 1999/00 | Carlton SC        | Australia | National Soccer League | 35    | 12     |
| 2000/01 | Carlton SC        | Australia | National Soccer League | 8     | 6      |
| 2000/01 | Marconi Stallions | Australia | National Soccer League | 13    | 6      |
| 2001/02 | Lierse SK         | Belgia    | Eerste Klasse          | 31    | 9      |
| 2002/03 | Lierse SK         | Belgia    | Eerste Klasse          | 5     | 0      |
| 2003/04 | Lierse SK         | Belgia    | Eerste Klasse          | 25    | 4      |
| 2004/05 | Lierse SK         | Belgia    | Eerste Klasse          | 29    | 14     |
| 2005/06 | Melbourne Victory | Australia | A-League               | 15    | 8      |
| 2005/06 | PSV Eindhoven     | Holandia  | Eredivisie             | 2     | 0      |
| 2006/07 | Melbourne Victory | Australia | A-League               | 22    | 15     |
| 2007/08 | Melbourne Victory | Australia | A-League               | 13    | 7      |
| 2008/09 | Melbourne Victory | Australia | A-League               | 16    | 8      |

## Reprezentacja Australii
W reprezentacji Australii Thompson zadebiutował 28 lutego 2001 roku w przegranym 2:3 meczu z reprezentacją Kolumbii. W obu barażowych meczach z reprezentacją Urugwaju siedział na ławce rezerwowych, a reprezentacja Australii awansowała do finałów Mistrzostw Świata w Niemczech po dramatycznym konkursie rzutów karnych. Thompson był wtedy jedynym piłkarzem A-League w składzie. Guus Hiddink wynagrodził mu dobry sezon w Melbourne Victory i powołał Thompsona do kadry na same finały MŚ 2006. Tam jednak był tylko rezerwowym i nie zagrał ani minuty. Ogólnie w reprezentacji Australii zagrał 54 mecze i strzelił 28 bramek.

## Rekord
11 kwietnia 2001 roku w ramach eliminacji do mistrzostw świata 2002 Australia rozegrała spotkanie z Samoa Amerykańskim. Mecz wygrali 31:0, co jest rekordowym wynikiem w rozgrywkach międzypaństwowych. Sam Thompson strzelił w tym spotkaniu 13 goli i wyrównał rekord Johna Petrie z 1885 roku.

## Rekord świata
Thompson pobił rekord świata w strzeleniu bramek w jednym spotkaniu międzypaństwowym. 11 kwietnia 2001 roku Archie zdobył 13 bramek w wygranym 31:0 przez Australię meczu kwalifikacji do MŚ 2002 z reprezentacją Samoa Amerykańskiego. Inny napastnik David Zdrilic zdobył wówczas 8 bramek. Poprzedni rekord należał do Duńczyka Sophusa Nielsena, który zdobył 10 bramek dla reprezentacji Danii w wygranym 17:1 meczu z reprezentacją Francji na IO 1908 oraz do Niemca Gottfrieda Fuchsa w wygranym 16:0 meczu z reprezentacją Rosji na IO 1912. Jest to także wyrównany rekord 13 bramek zdobytych w rozgrywkach seniorskich – Szkot John Petrie zdobył tyle bramek w Pucharze Szkocji w 1885 roku.